# 21016 Miyazawaseiroku
21016 Miyazawaseiroku este un asteroid din centura principală de asteroizi.

## Descriere
21016 Miyazawaseiroku este un asteroid din centura principală de asteroizi. A fost descoperit pe 2 noiembrie 1988 la Geisei de Tsutomu Seki. Asteroidul prezintă o orbită caracterizată de o semiaxă mare de 2,43 ua, o excentricitate de 0,20 și o înclinație de 11,8° în raport cu ecliptica.